# Joachim Maßner
Joachim Maßner (* 12. März 1930 in Bückeburg; † 14. Juni 2016 in Osnabrück) war ein Pfarrer der Evangelisch-lutherischen Landeskirche Hannovers und Superintendent in Peine und Osnabrück.

## Leben
Maßner machte in Leer das Abitur und studierte Evangelische Theologie in Erlangen und Göttingen, wo er promovierte mit einer Arbeit über „Kirchliche Überlieferung und Autorität im Flaciuskreis“. Nach dem Vikariat in Rosdorf bei Göttingen sowie einem Studienjahr in Oxford wurde er 1957 in Leer zum Pastor ordiniert. 1966 ging er als Pastor in die Bugenhagen-Gemeinde in der Südstadt von Hannover (1966–1971). Von 1971 bis 1979 war er Pastor an der St.-Jakobi-Kirche (Peine) und zugleich Superintendent des Kirchenkreises Peine. 1979 wurde Maßner Pastor an der Marienkirche in Osnabrück und gleichzeitig Nachfolger von Eckhard Pfannkuche als Superintendent des Kirchenkreises Osnabrück. Er übte beide Ämter bis zu seinem Ruhestand im April 1993 aus. Bis 2005 amtierte Maßner als Vorsitzender der Julius-Heywinkel-Stiftung in Osnabrück.

## Schriften
- Kirchliche Überlieferung und Autorität im Flaciuskreis. Studien zu den Magdeburger Zenturien. (Dissertation). (Arbeiten zur Geschichte und Theologie des Luthertums, 14). Berlin/Hamburg 1964.